# T-62
Tancul T-62 a fost un tanc principal de luptă proiectat, dezvoltat și fabricat în Uniunea Sovietică, apoi în Cehoslovacia și Coreea de Nord.
Tancul T62 s-a fabricat între anii 1961 - 1975, devenind un tanc standard în arsenalul sovietic, înlocuind parțial tancul T-55.
La rândul său după oprirea fabricației a fost înlocuit de tancul T-72.